# Würgassen
Würgassen is een dorp in het zuidoosten van de Duitse gemeente Beverungen, gelegen in de deelstaat Noordrijn-Westfalen. Het dorp had eind 2014 861 inwoners.

## Geografie

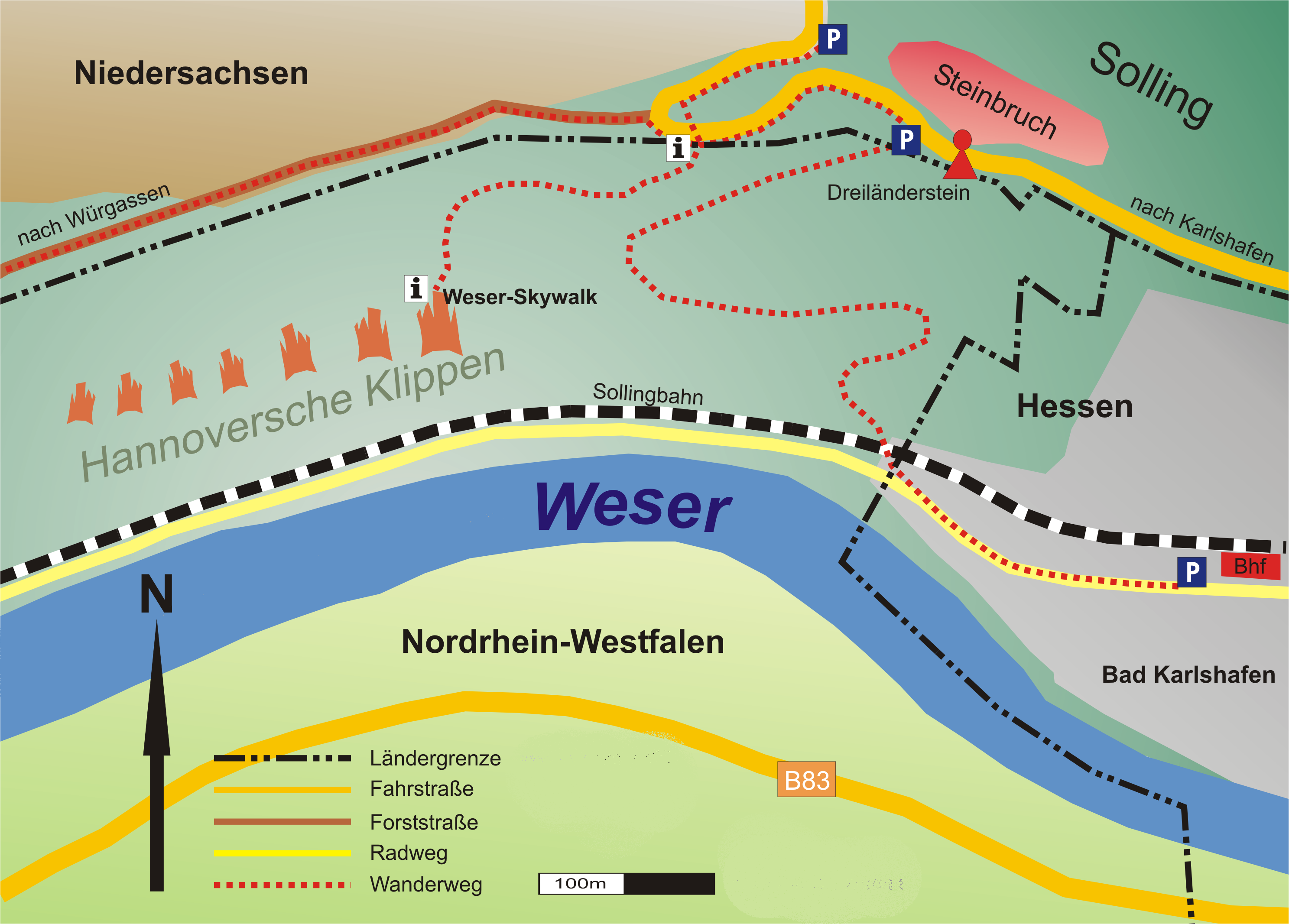
Situering Hannoversche Klippen. Links van het kaartgebied, in Noordrijn-Westfalen, ligt Würgassen.

Würgassen ligt als enige stadsdeel van Beverungen aan de noordelijke (rechter)oever van de Wezer. Een brug en een veerpont over deze rivier verbinden het dorp met Herstelle en met de door dat dorp lopende Bundesstraße 83 richting Höxter. De buurstad Lauenförde, waar zich sinds 1878 ook het dichtstbij gelegen spoorwegstation (zie:Spoorlijn Ottbergen - Northeim) bevindt, ligt direct ten noorden van het dorp. Aan de oostrand van Herstelle, tegenover Würgassen, mondt de rivier de Diemel uit in de Wezer. Hier grenst het dorp (bij een drielandenpunt Noordrijn-Westfalen/Nedersaksen/Hessen) aan de plaats Bad Karlshafen.

## Geschiedenis
Het dorp wordt voor het eerst vermeld in een document uit 944 als „Werigise“. De naam kan afgeleid zijn van de riviernaam Wezer en een met "geiser" verwant woord voor woest kolkend water. Tot circa 1900 lagen in de Wezer nabij Würgassen nog enkele rotsen en waren er kleine draaikolken en stroomversnellingen. In de periode tot aan de Tweede Wereldoorlog verdienden veel mannen uit het dorp hun brood als matroos op de Wezer-vrachtscheepvaart.
Würgassen is vooral bekend vanwege de Kerncentrale Würgassen, die er van 1971 tot 1994 in bedrijf was.

## Toerisme
- Nabij het dorp liggen diverse heuvels en rotspunten langs de Wezer, waar men van fraaie uitzichten kan genieten. Een groep van zeven van deze rotspunten, die tot 75 meter boven de rivier uitsteken, draagt de naam Hannoversche Klippen (zie bovenstaand kaartje). Met name het op één van deze klippen in 2011 gereed gekomen uitzichtplatform Weser-Skywalk is een toeristische attractie, die veel bezoekers uit geheel Noord-Duitsland trekt. Men kan hier via verschillende wandelpaden vrij gemakkelijk naartoe lopen.
- Het dorp ligt aan de langeafstands-fietsroute Weser-Radweg.
- Vanuit het dorp kan men per stoomboot toeristische rondvaarten op de Wezer maken.

## Afbeeldingen

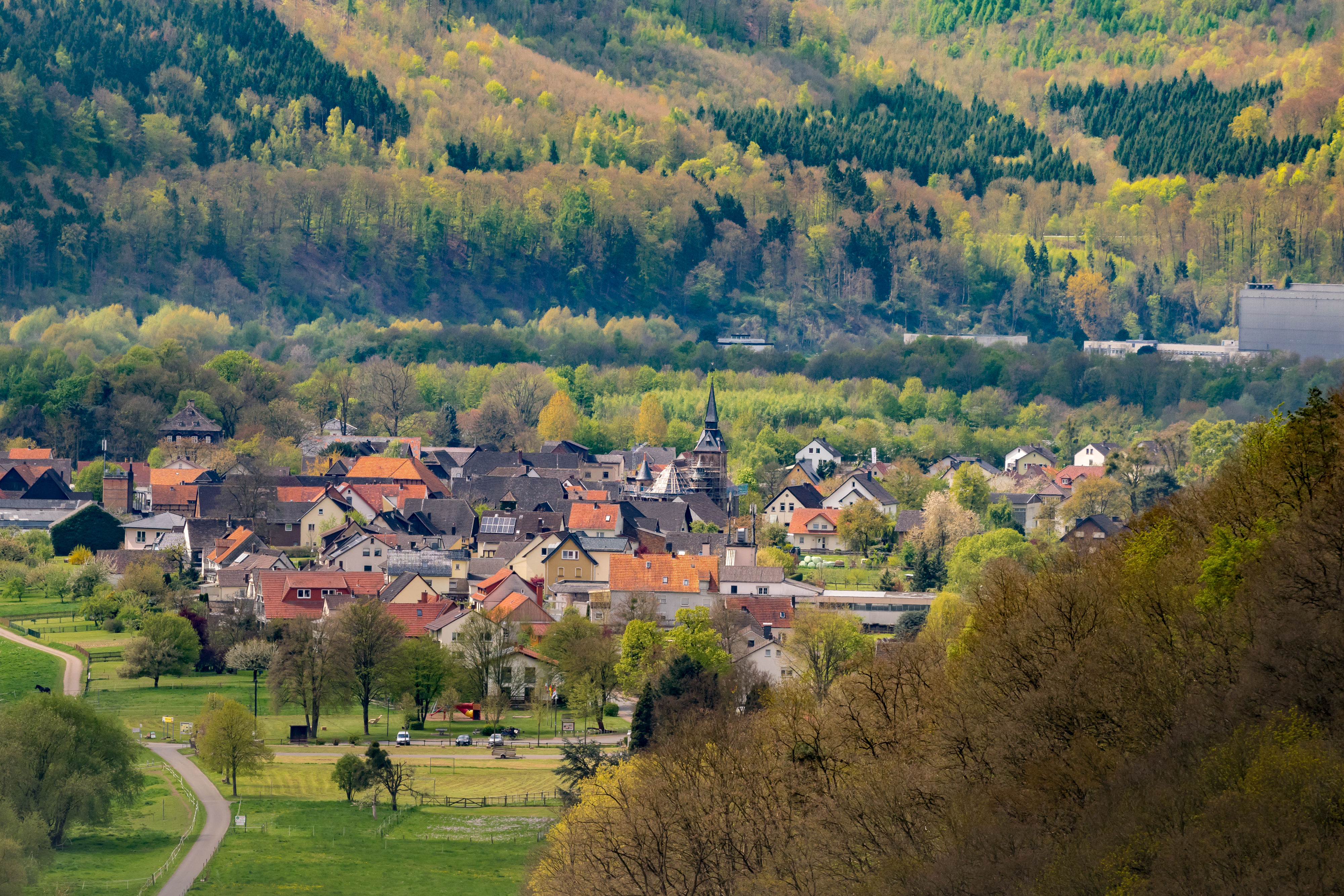
Uitzicht over het dorp vanaf de zgn. Weser-Skywalk
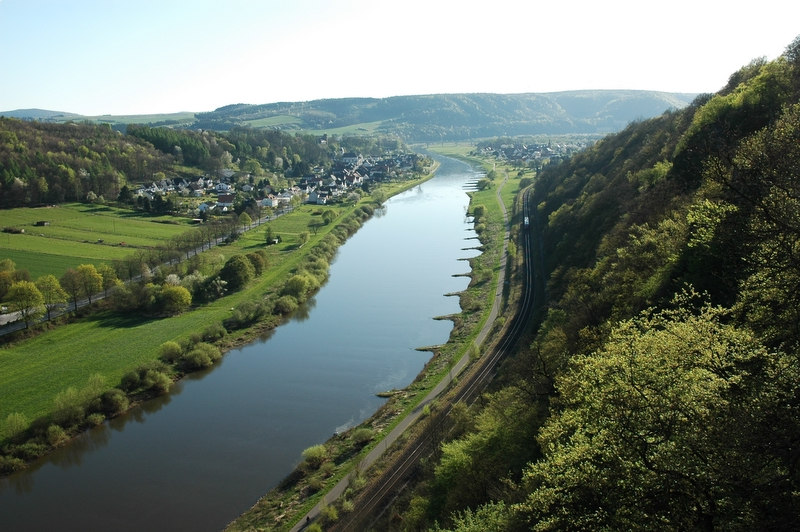
Uitzicht op Würgassen, links van de Wezer, vanaf de Hannoversche Klippen
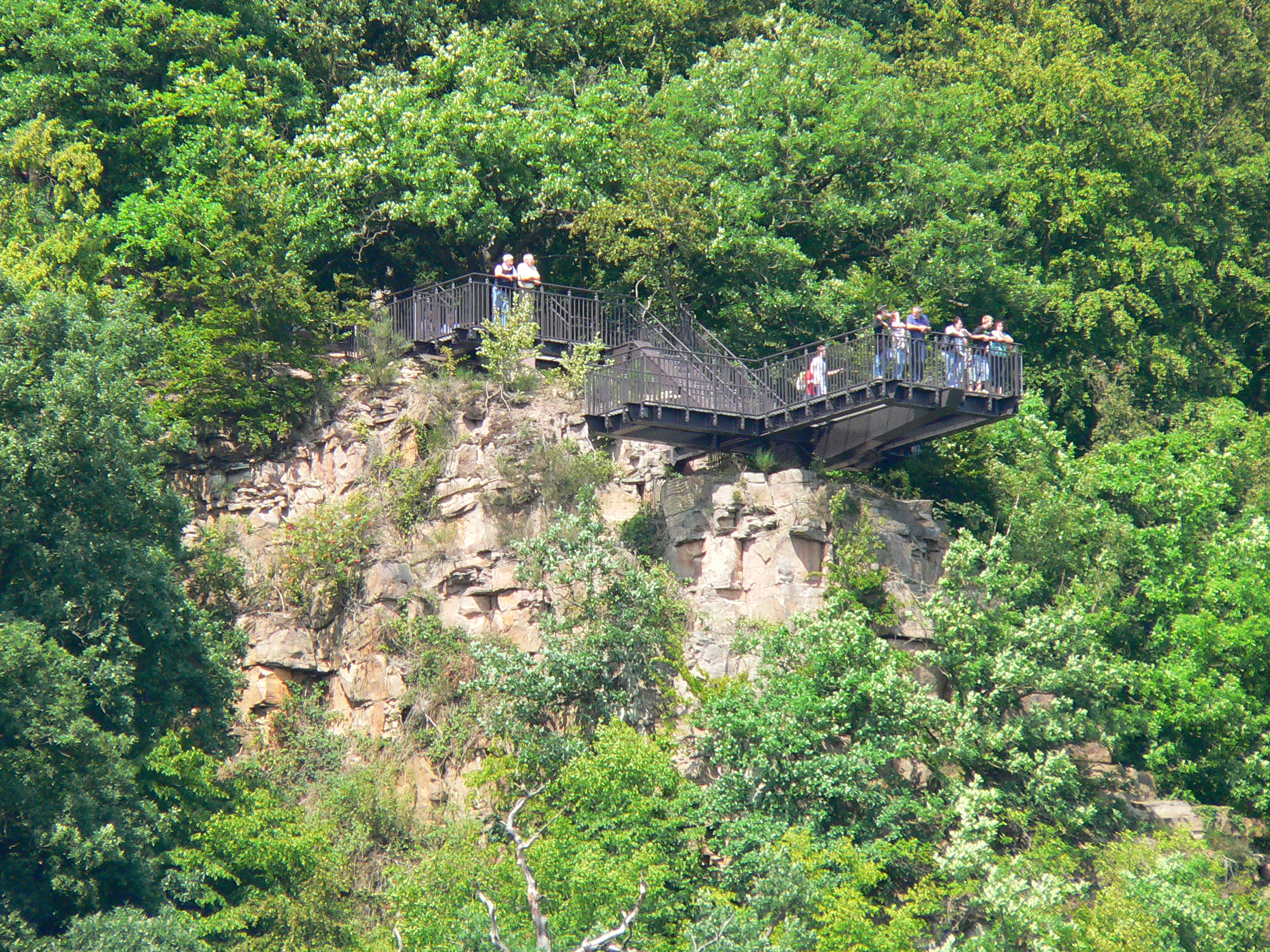
Uitzichtplatform Weser-Skywalk (2011)